# Park Narodowy Port-Cros
Park Narodowy Port-Cros (fr. Parc national de Port-Cros) – park narodowy obejmujący część archipelagu francuskich wysp Îles d'Hyères na Morzu Śródziemnym. Stanowi obszar Natura 2000. Właścicielem całego obszaru parku jest państwo.

## Historia
Wyspa Port-Cros została w całości przekazana 14 grudnia 1963 na własność francuskiemu państwu z przeznaczeniem na park narodowy, który objął również okoliczne wyspy. Poza Port-Cros ochronie podlega część wyspy Porquerolles, zakupiona przez rząd francuski w 1971, Île de Bagaud oraz mniejsze wysepki: Îlot de la Gabinière i Îlot du Rascas, stanowiące rezerwaty ścisłe od 2007. Park chroni florę i faunę charakterystyczną dla obszaru śródziemnomorskiego. 

## Przyroda
Ze względu na bujną roślinność i ograniczony teren większe drapieżniki nie rozpowszechniły się na wyspie, co sprzyjało utrzymaniu się mniejszych zwierząt. Na obszarze parku naliczono 180 gatunków ptaków, wśród których występuje m.in. słowik rdzawy, syczek zwyczajny, sokół wędrowny, mewa romańska, burzyk żółtodzioby (95% francuskiej populacji) i burzyk śródziemnomorski. Zwierzęta lądowe reprezentuje m.in. malpolon, największy gad Francji, nietoperze i żyjący na wyspach Morza Śródziemnego płaz Discoglossus sardus.
Główną formacją roślinną jest makia. Wśród roślinności wyróżniają się dęby ostrolistne, liczące do 7 metrów wrzośce drzewiaste, poziomkowce i sosny alepskie. Liczne są wonne zioła i inne rośliny z basenu Morza Śródziemnego (wśród nich czystek szałwiolistny i Cistus monspeliensis). Na obszarze parku spotyka się także odporne na zasolenie krzewy z gatunku Anthyllis barba-jovis, dające schronienie drobniejszym roślinom przed mistralem. Park narodowy służy również ochronie flory podwodnej.

## Zagospodarowanie
Na częściowo należącej do parku wyspie Porquerolles otwarto 15 lutego 1979 ogród botaniczny, gdzie gromadzi się okazy flory (w tym drzew owocowych) z regionu Morza Śródziemnego. W 1990 ogród został wpisany na listę ogrodów botanicznych o znaczeniu państwowym. Utrzymywana w nim kolekcja nasion obejmuje 1700 gatunków. Zmiany w prawie w 2006 umożliwiły zmianę zasięgu parku w 2012, przede wszystkim wyznaczenie strefy otuliny (aire d'adhésion).
Siedliska ludzkie są nieliczne i skupione wokół portów i przystani. Na potrzeby turystów wyznakowano szlaki piesze (w tym ścieżki przyrodnicze), z których część na Île de Porquerolles jest dostępna również dla rowerzystów, oraz trasy nurkowe.